# Козьяны (Дубровенский район)
Козьяны (бел. Казья́ны) — деревня в Дубровенском районе Витебской области Республики Беларусь. В составе Волевковского сельсовета.

## География
Пролегает дорога Н-2700.
Ближайшие населённые пункты Ростково, Русаны и др.

### Гидрография
Река Россасенка.

## История
Упоминается в 1604 году как деревня в составе имения Россасно в Оршанском уезде Великого Княжества Литовского.
В 1782 году станция на почтовом тракте Орша—Дубровно—Ляды—Смоленск.
В 1860 году имение Козьянское (владелец И. О. Богданович) в Оршанском уезде Могилёвской губернии.
В 1910 году в Холбнянской волости Горецкого уезда Могилёвской губернии.
До 16 сентября 1960 года деревня входила в состав Ростковского сельсовета, до 8 апреля 2004 года — в состав Зарубского сельсовета.

## Население

### Численность
- 2009 год — 93 человек

### Динамика
- 1857 год — 220 человек[7]
- 1860 год — 230 крепостных крестьян муж. пола, 3 дворовых муж. пола, 74 дворов или отдельных усадеб (имение Козьянское)[4]
- 1910 год — 69 дворов, 256 муж., 290 жен.[4]
- 1999 год — 112 человек (перепись населения)
- 2009 год — 93 человек (перепись населения)[4]

## Достопримечательность
- Воинское захоронение.
- Могила капитана Б. Загорского. Находится на северной окраине деревни Козьяны. В 1947 году установлен обелиск, в 1987 году реконструирован.
- Памятник расстрелянным евреям. Установлен в 2011 году в память о Нафтали и Кейле Меклер[8].